# Jens Adler
Pour les articles homonymes, voir Adler.
Jens Adler (né le 25 avril 1965) est un footballeur est-allemand.

## Biographie
En tant que gardien, Jens Adler fut international est-allemand lors d'un match, pour aucun but inscrit. Il fut le dernier gardien de la RDA en match officiel, le 12 septembre 1990, contre la Belgique, en tant que remplaçant, rentrant à la 90e minute. Ce match joué à Bruxelles fut gagné 2-0.
Il commença à Hallescher FC de 1984 à 1995, remportant une deuxième division est-allemande en 1987. Il signa une saison à Stahl Brandenburg. Ensuite, il s'engagea au Hertha Berlin, ne jouant qu'un seul match lors de la saison 1996-1997 en D2 allemande, contre le KFC Uerdingen 05. Il joua trois saisons au VfL Halle 96. Il arrêta sa carrière en 2000.
Il est fut ensuite l'entraîneur des gardiens dans le club de Hallescher FC durant de nombreuses années.

## Clubs
- 1984–1995 : / Chemie Halle/Hallescher FC
- 1995–1996 :  Stahl Brandenbourg
- 1996–1997 :  Hertha Berlin
- 1997–2000 :  VfL 1896 Halle

## Palmarès
- Championnat d'Allemagne de football D2
  - Troisième en 1997
- Championnat de RDA de football D2
  - Champion en 1987